# ニコマコスの定理

ニコマコスの定理の視覚化

ニコマコスの定理（ニコマコスのていり、英: Nicomachus's theorem）とは、ゲラサのニコマコスが『算術入門』のなかで提唱した定理である。

## 定理
ニコマコスの定理 ― nを自然数とする。1から nまでの整数の立方和は、1からnまでの整数の和の平方に等しい。すなわち、
{\displaystyle 1^{3}+2^{3}+3^{3}+\cdots +n^{3}=(1+2+3+\cdots +n)^{2}}
単に、総和記号で
{\displaystyle \sum _{k=1}^{n}k^{3}=\left(\sum _{k=1}^{n}k\right)^{2}=\left\{{\frac {n(n+1)}{2}}\right\}^{2}}
とも書ける。

## 解釈
三角数の自乗の数列を考える。
0, 1, 9, 36, 100, 225, 441, 784, 1296, 2025, 3025, 4356, 6084, 8281... オンライン整数列大辞典の数列 A000537

3 × 3 の格子に含まれる 36 = (1 + 2 + 3)2 = 13 + 23 + 33個の長方形。うち14 = 12 + 22 + 32は正方形（赤）。

これらの数は図形数としての側面も持っており、三角数や四角錐数の4次元錐体への一般化となる。Stein (1971) によれば、n × nの網目に含まれる長方形の個数の数列としても捉えることができる。たとえば4 × 4の網目は延べ36個の長方形を構成している。正方形の個数は四角錐数によって数えることができる。

## 証明
Charles Wheatstone (1854)は、連続するn個の奇数和を考えることで証明を与えた。
{\displaystyle n^{3}=\left(n^{2}-n+1\right)+\left(n^{2}-n+1+2\right)+\left(n^{2}-n+1+4\right)+\cdots +\left(n^{2}+n-1\right)}
より、n番目の三角数をTnとして、
{\displaystyle n^{3}=\sum _{k=T_{n-1}+1}^{T_{n}}(2k-1)}
が成立する。したがって、13からn3まで、辺辺足して、自乗に関する恒等式

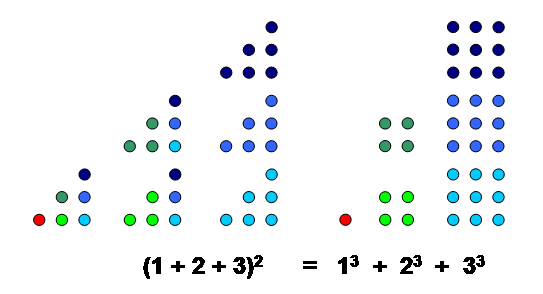
三角数の自乗が三乗和に等しいことを示す視覚的な証明。

{\displaystyle n^{2}=\sum _{k=1}^{n}(2k-1)}
を用いることで、
{\displaystyle {\begin{aligned}\sum _{k=1}^{n}k^{3}&=1+8+27+64+\cdots +n^{3}\\&=\underbrace {1} _{1^{3}}+\underbrace {3+5} _{2^{3}}+\underbrace {7+9+11} _{3^{3}}+\underbrace {13+15+17+19} _{4^{3}}+\cdots +\underbrace {\left(n^{2}-n+1\right)+\cdots +\left(n^{2}+n-1\right)} _{n^{3}}\\&=\underbrace {\underbrace {\underbrace {\underbrace {1} _{1^{2}}+3} _{2^{2}}+5} _{3^{2}}+\cdots +\left(n^{2}+n-1\right)} _{\left({\frac {n^{2}+n}{2}}\right)^{2}}\\&=(1+2+\cdots +n)^{2}\\&=\left(\sum _{k=1}^{n}k\right)^{2}\end{aligned}}}

Row (1893) は(i, j)の要素をijとするn × n表を用いて定理を証明した。i列目の要素の和はiTnに等しいので、全要素の和は三角数の自乗T 2
n となる。一方、この表をk = max(i, j)の値によってグノモンの形に分割したとき、それぞれのグノモンの要素の和はk3に等しい。よって定理は示された。
Edmonds (1957) では部分和分を用いた証明が記載されている。Stein (1971) は長方形の個数を用いた幾何学的証明を示した。スタインは帰納法によって証明する方法にも言及しており、また Toeplitz (1963) は古代アラビアで示された興味深い証明を与えているとしている。Kanim (2004) は純粋に視覚的な証明方法を考案した。Benjamin & Orrison (2002) は2つの新しい証明を構築し、Nelsen (1993) は7つの幾何学的方法を提示した。

## 一般化
ニコマコスの定理と同形の定理はすべての冪乗和においても、同様に当てはまる。則ち自然数の奇数乗和は三角数の多項式で表すことができる。この多項式はファウルハーバーの多項式と呼ばれ、三乗和の公式は、ファウルハーバーの公式の単純な系である。一方、ある冪乗和が別の和の二乗として表現される例はニコマコスの定理以外に存在しない。
Stroeker (1995) は連続する立方数の数列が平方で表される、より一般的な条件を調べた。Garrett & Hummel (2004) と Warnaar (2004) は三乗和の公式のq-類似について研究している。

## 歴史
ニコマコスは著書『算術入門』の20章にて、奇数を並べて書いたとき、最初は1の立方数1、次の2つの和3 + 5は2の立方数8、次の3つの和7 + 9 + 11は3の立方数27...と続くことに注目した。これ以上の情報はニコマコスの書では述べられていないが、この性質から1からnまでの立方数の和は、1からn (n + 1)/2番目の奇数n(n + 1) − 1の和に等しいことが分かる。また、これら奇数の平均はn (n + 1)/2であり、個数もn (n + 1)/2であるから、その和は(n (n + 1)/2)2に等しい。
多くの数学者がニコマコスの定理を研究し、証明を与えてきた。Stroeker (1995) は、「すべての数論学徒はこの奇跡的な事実に感嘆するにちがいない」と述べている。Pengelley (2002) は、この恒等式がニコマコスにより発見された他に、5世紀インドの数学者アーリヤバタによる作品、またペルシアのアル＝カラジによる1000年頃の作品に記載のあることを発見した。Bressoud (2004)は、10世紀アラビアのアル＝カビーシー、13世紀フランスのゲルソニデス、16世紀インドのNilakantha Somayaji の作品にこの公式が書かれていることを言及している。ニーランカンタは視覚的な証明を示した。